# Clistopyga henryi
Clistopyga henryi là một loài tò vò trong họ Ichneumonidae.